# Lista över runinskrifter i Strängnäs kommun
Runinskrifter i Strängnäs kommun tillhör Södermanlands runinskrifter med signum Sö samt Runverkets nummer. 
Kommunen omfattar Selebo härad och Åkers härad.
I kommunen finns ett flertal runstenstäta områden. Runhällar, runstenar, fragment är liksom andra runristade föremål listade.

## Strängnäs
Dessa stenar finns inmurade i kyrkans väggar och runt kyrkan:
Sö 275, Strängnäs domkyrka, runsten
Sö 276
Sö 277 I
Sö 278 (I), Strängnäs domkyrka, runstensfragment
Sö 279 I, Strängnäs domkyrka, runsten
Sö 280
Sö 281 I
Stenar markerade med I är Ingvarsstenar som nämnar Ingvar den vittfarnes resa till Särkland.
En runsten finns i Sundby/Tynäsområdet norr om staden: Från Sunbyvägen: Nordöst mot Åsby 100 m, höger på grusväg 1 km mot Tynäs.
Sö 328

## Aspö/Oknö
Aspö tillhör historiskt sett Selebo härad, medan Oknö fram till 1942 tillhörde Arnö i Uppland. Oknöstenarna har därför Upplands signum U xxx.
Sö 174, Aspöstenen, Aspö, Aspö kyrka, Aspö socken, runsten
Sö 175, Gislestenen, Aspö, Aspö socken, runblock
U 691, Oknö, Aspö socken
U 692, Oknö, Aspö socken

## Fogdön/Härad
Del av Åkers härad. På Fogdön som nu är en del av fastlandet, ligger socknarna Vansö, Fogdö och Helgarö. Häradet gränsar i öster till Eskilstuna kommun.
Sö 321, Kråktorp
Sö 322, Stora Väsby, runsten
Sö ATA6294/59, Rällinge, runsten
Sö ATA6491/60, Rällinge
Sö FV1954;22, Lagnö herrgård
Sö 323 Åsby
Sö 324 Åsby
Sö 325, Härads kyrka
Sö 326, Härads kyrka
Sö 327, Näsbyholm

## Åkers Styckebruk
Åkers härad
Sö 329, Åkers kyrka
Sö 382, Åkers kyrka
Sö 331, Skämby
Sö 332, Skämby
Sö 333, Ärja ödekyrka
Sö 334, Ärja ödekyrka
Sö 335, Ärja ödekyrka

## Överselö
Sö 204, Överselö kyrka
Sö 205, Överselö kyrka
Sö 206, Överselö kyrka
Sö 207, Överselö kyrka
Sö 208, Överselö kyrka
Sö 377, Överselö kyrka
Sö 209, Fröberga
Sö 210, Klippinge
Sö 211, Ljunga
Sö 212, Lilla Lundby
Sö 213, Nybble
Sö 214, Årbyhäll

## Ytterselö
Sydöstra delen av Selaön, Selebo härad.
Sö 192, Berg
Sö 194, Brössike
Sö 195, Brössike
Sö 196, Kolsundet, Husby
Sö 197, Kolsundet, Husby
Sö 198, Mervalla
Sö 199, Ullunda
Sö 200, Åsa gravfält, runsten
Sö 202, Östa
Sö 203, Östa

## Toresund
Toresund mellan Stallarholmen och Mariefred tillhör Selebo härad.
Sö 187, Harby
Sö 188, Åkerby
Sö 189, Åkerby

## Mariefred
Mariefredstenar finns under Kärnbo socken, Selebo härad.
Sö 176, Kärnbo kyrkoruin
Sö 177, Kärnbo kyrkoruin
Sö 178, Gripsholms slott, runsten
Sö 179, Gripsholms slott, runsten I
Sö 180, Harby
Sö 182, Läggesta
Sö 183, Viggeby
Sö 184, Årby
Utanför kommunen men tidigare en del av Selebo härad
Sö 190, Ytterenhörna kyrka